# Clinical Science
Clinical Science è una rivista medica sottoposta a revisione paritaria, che tratta tutte le aree della ricerca clinica, con particolare attenzione alla ricerca traslazionale e alla medicina. La rivista è attualmente pubblicata due volte a settimana dalla Portland Press per conto della Biochemical Society.

## Storia
La rivista fu fondata nel 1909 da Thomas Lewis e James Mackenzie con il titolo di Heart: A Journal for the Study of the Circulation. Lewis fu il primo caporedattore. Nel 1933, Lewis ribattezzò la rivista Clinical Science (ISSN 0009-9287; 1933-1973), avendo ampliato i propri interessi.  In seguito, si chiamò per un breve periodo Clinical Science and Molecular Medicine (ISSN 0301-0538; 1973-1978), per poi tornare a chiamarsi Clinical Science nel 1979.
Dal 1945 al 1961 la rivista è stata pubblicata dalla Medical Research Society (fondata da Lewis nel 1930), e poi congiuntamente dalla Medical Research Society e dalla Biochemical Society fino al 2003, quando quest'ultima è diventata l'unica editrice.  In precedenza, era pubblicata dalla Blackwell Science.

## Negli anni Duemila
Clinical Science è una rivista pubblicata mensilmente in due volumi, in edizione a stampa; dal 2007 è disponibile in 24 numeri annuali online. I contenuti del 1998 sono disponibili online in formato PDF e HTML, mentre gli articoli del 2005 sono disponibili anche in un formato full-text. Gli articoli sono attualmente disponibili gratuitamente 12 mesi dopo la pubblicazione online.
A partire dal 2012, il caporedattore è Rhian M. Touyz (Università di Glasgow).

## Indicizzazione
Gli abstract e gli articoli della rivista sono indicizzati da: BIOBASE, BIOSIS, CAB International, Chemical Abstracts Service, Current Contents, EMBASE, MEDLINE/Index Medicus, Science Citation Index.
Secondo il Journal Citation Reports, nel 2017 la rivista ha ricevuto un fattore di impatto pari a 5,220, collocandosi al 17º posto fra 133 riviste presenti nella categoria "Medicina, ricerca e sperimentazione".